# Дрехарови (Копривщица)
Във фамилия Дрехарови военни дейци са полковник Драгия Дрехаров, син на опълченеца Павел (Панче) Дрехаров, о.з. майор Цончо Дрехаров и ефрейтор Илия Цанчов Дрехаров, който загива на 1 декември 1916 г. Погребан е на позицията при с. Комана. Запасният ефрейтор от Копривщица Илия Дрехаров, участник в Балканската, Междусъюжническата и Първата световна войни през 1912 г., се заблудил при патрулиране на Чаталджа и бил пленен от турците. Турският паша, командващ противника, му подарява свободата, като го посочва на своите офицери и войници за пример, връща му оръжието и го изпраща в българските линии поради неговото достойно и смело държание, за което е издадено „Свидетелството за народна признателност на ефрейтор Дрехаров, загинал 1916 г.“. Загива на 1 декември 1916 г. в битка при село Комана в Румъния и е погребан на позицията. Това е единствен случай през цялата Балканска война. Във войните градът дава около петстотин души жертви.
Христо Дрехаров е бивш учител и член на учебния комитет при Министерството на Народното Просвещение. Съчинявал и печатал учебници. Пионер, съосновател на Дружеството за залесяване в Копривщица.